# Innenstadt (Colonia)
Il distretto di Innenstadt è il primo distretto urbano (Stadtbezirk) di Colonia.

## Suddivisione amministrativa
Il distretto urbano di Innenstadt è diviso in 5 quartieri (Stadtteil):
- 101 Altstadt-Süd
- 102 Neustadt-Süd
- 103 Altstadt-Nord
- 104 Neustadt-Nord
- 105 Deutz